# پارسیان (هرمزگان)
پارسیان (گاوبندی سابق)‌ شهری در استان هرمزگان ایران است. این شهر مرکز شهرستان پارسیان است. پارسیان در غرب استان هرمزگان واقع شده و از شمال با استان فارس و از غرب با استان بوشهر و از جنوب با خلیج فارس و از شرق با منطقه بندر لنگه و بستک در هرمزگان همسایه است.  شهرستان پارسیان غربی ترین نقطه استان است.

## تغییر نام
در فروردین ماه سال ۱۳۵۶ آقای محمدعلی آموزگار نماینده مردم شهرستان بندر لنگه در مجلس شورای ملی خواستار تغییر نام بخش گاوبندی شد. (بند ۳ صورت جلسه انجمن شهر گاوبندی مورخه ۱۳۵۶/۲/۲۲ نامه شماره ۱۲۰۶۶ مورخ ۱۳۵۶/۱/۷ آقای محمدعلی آموزگار در مورد تغییر نام بخش گاوبندی در انجمن قرائت گردید و اعضاء انجمن از آقای آموزگار تشکر داشتند)
شورای بخش گاوبندی به ریاست آقای محمدی بخشدار وقت در مورخه ۱۳۵۶/۱/۲۲ تشکیل جلسه داده که در این جلسه اعضاء شورا تغییر نام بخش گاوبندی به شاهین‌شهر، خواستار شدند.
در صورت جلسه مذکور آمده‌است که در چند سال قبل برای تغییر نام گاوبندی به شاهین‌کوه اقدام شده بود ولی چون این نام در جای دیگری بوده مورد موافقت واقع نگردید. شورای بخش گاوبندی در کنار نام شاهین‌شهر نام پارت را هم پیشنهاد داده بودند.
خواسته مردم در این صورت جلسه، طی نامه شماره ۷۴۰مورخ ۱۳۵۶/۲/۱۰ فرمانداری بندر لنگه به استانداری هرمزگان ارسال شد و استانداری نیز طی نامه ۳۰۶۴ مورخ ۱۳۵۶/۲/۲۲ به وزارت کشور ارسال نمودند.
وزارت کشور نظر خود را در خصوص تغییر نام گاوبندی طی نامه شماره ۶۱۳/۱۰۹۵۳ مورخ ۱۳۵۶/۵/۴ به استانداری هرمزگان اعلام نمودند. در این نامه آمده‌است «موضوع مورد بررسی قرار گرفت و نتیجه در شورای بررسی نام‌های جغرافیایی، متشکل از نمایندگان فرهنگستان زبان ایران، سازمان جغرافیایی کشورو وزارت کشور مطرح گردید. شورای مزبور پس از پژوهش‌های همه‌جانبه از بین چندین نام، پالیزان را برای بخش گاوبندی و مرکز آن انتخاب نمود.»
استانداری نظر وزارت کشور را طی نامه‌ای به فرمانداری ابلاغ نمود، مکاتبات متعددی صورت گرفت ولی چون در سال ۱۳۵۷ با حرکت‌های انقلابی مردم همزمان بود لذا موضوع تغییر نام مسکوت ماند. پس از پیروزی انقلاب اسلامی، در سال ۱۳۶۱ بخشدار وقت گاوبندی آقای محمدی‌شجاع اقدام به تغییر نام نمود و نام گاوبندی را به گل‌بندی تغییر داد. تابلو گل بندی بر سردرب بخشداری نصب شد و دفترچه‌های تعاونی مزین به نام گل بندی گردید چون این اقدام مراحل اداری را طی نکرده بود با مخالفت وزارت کشور مواجه گردید و مجدداً گاوبندی نام این بخش باقی ماند.
در آبان سال ۱۳۷۹ از سوی دفتر تقسیمات کشوری وزارت کشور، از استانداری هرمزگان خواستار تغییر نام گاوبندی شد. در این نامه آمده‌است که گاوبندی برای نامیدن بخش و شهر نام مناسبی نمی‌باشد. در همین سال در زمان بخشدار آقای اکبر قاسمی فراخوان تغییر و تعیین نام صورت گرفت و نام‌های متعددی پیشنهاد شد و مکاتباتی هم انجام گرفت. در مرداد سال ۱۳۸۱ فرمانداری بندر لنگه مجدداً خواستار تغییر نام بخش و شهر گاوبندی گردید.
در شهریورماه سال ۱۳۸۱ جلسه شورای نام گذاری به ریاست آقای علی‌اکبر نکهت‌یار بخشدار وقت گرفته شد. در این جلسه نام زرین دشت مورد قبول اکثریت قریب به اتفاق اعضای شورا قرار گرفت و بدین ترتیب نظر مردم پس از انعکاس به فرمانداری و استانداری به اداره کل تقسیمات کشوری وزارت کشور اعلام گردید. در آستانه ارتقاء بخش گاوبندی به شهرستان مجدداً در اردیبهشت سال ۱۳۸۳ شورای نامگذاری به ریاست آقای نکهت یار بخشدار وقت تشکیل شد. اعضای شورا پس از بحث و تبادل نظر به اتفاق آراء سه نام را برای شهرستان و مرکز شهر پیشنهاد دادند:
1. شهرستان پارسیان به مرکزیت شهر پارسیان
2. شهرستان پارسیان به مرکزیت پارس شهر
3. شهرستان پارسیان به مرکزیت فرهنگ شهر

چند سال طول کشید و اقدامی صورت نگرفت تا اینکه در سفر اول دکتر محمود احمدی‌نژاد ریاست جمهوری اسلامی ایران، به گاوبندی فرماندار وقت آقای نکهت یار و حجت الاسلام راشدی امام جمعه شهرستان پارسیان و شیخ احمد خنجی امام جمعه اهل سنت شهر پارسیان از استاندار وقت آقای شیخ‌الاسلامی پیگیری موضوع تغییر نام را از رئیس‌جمهور خواستار شدند. ریاست‌جمهور در همان لحظه در حین سخنرانی پرسیدند که این دو بزرگوار (ائمه جمعه شیعه و سنی) راضی هستند و پس از روبرو شدن با پاسخ مثبت هردو امام جمعه، آقای رئیس‌جمهور نام پارسیان را به‌جای گاوبندی اعلام کرد که با تشویق و استقبال مردم مورد تأیید قرار گرفت. پس از تصویب در هیئت وزیران رسماً به فرمانداری ابلاغ گردید.

## جمعیت
بر پایه سرشماری عمومی نفوس و مسکن در سال ۱۳۹۵ جمعیت این مکان ۱۸٬۰۴۵ نفر (۴٬۹۹۵ خانوار) بوده‌است.